# Bintou Ouattara
Pour les articles homonymes, voir Ouattara.
Bintou Ouattara est une artiste, comédienne et danseuse italo-burkinabè née en 1981. Elle dirige la compagnie de danse et de théâtre Piccoli Idilli en Italie.

## Biographie
Bintou Ouattara commence sa carrière en 2002 à Bobo-Dioulasso au centre culturel et artistique Désiré Somé en tant que comédienne danseuse. Elle atteint la notoriété avec le rôle de Penda de la série télévisuelle Les Bobodioufs, diffusée sur la télévision nationale du Burkina, sur TV5 et sur plusieurs autres télévisions africaines. En 2006 elle participe à la mise en scène de Vertical Palace Stories, spectacle de danse contemporaine dirigée par le danseur chorégraphe Virgilio Sieni. Elle collabore avec divers metteurs en scène et dramaturge comme Sonia Antinori, Enzo Cosmi et Ariella Vidach et participe à diverses productions cinématographiques entre Milan et Rome.

## Créations artistiques
“ i raconti di penda”
```
“ Black Aida” sferisterio di Macerata 
```

- Hotel millestelle
- Sole nero luna rossa
- Senza Sankara[6]
- Kanu (2018[7],[8])
- Mamu wata
- Dannatamente libero
- Biancanera[9]
- L’opera da 3 soldi

## Séries cinématographiques
- Mayonnaise africaine[10]
- Les Bobodioufs
- Allô Police
- Au royaume d’Abou
- Amigos, la vita facile